# 佐幌駅
佐幌駅（さほろえき）は、かつて北海道上川郡清水町下佐幌にあった北海道拓殖鉄道の駅である。同鉄道の廃止に伴い廃駅となった。

## 歴史
木材、農作物の出荷駅の一つであり、新得、清水両町に跨る佐幌住民の最寄り駅だった。また当鉄道としては1960年（昭和35年）に熊牛停留場ができるまでは清水町唯一の駅であった。
- 1932年（昭和7年）11月15日 - 当停留場（簡易駅）開設。旅客駅[1]。
- 1936年（昭和11年）11月10日 - 貨物用側線を敷設し、一般駅となる[2][3][4][5][6]。駅員無配置。
- 1968年（昭和43年）10月1日 - 北海道拓殖鉄道廃止に伴い廃駅。

### 駅名の由来
地区名より。

## 駅構造
- 単式ホーム1面1線。
- 交換設備を持たない一般駅[7]。
- 貨物用側線を有していた。
- 甜菜（ビート）用の積込土場が設けられていた。また集乳所も置かれた[8]。

## 駅周辺
周囲は小麦、ビート、馬鈴薯等の畑作地帯。新得町との境界に位置し、今日では新得町側の上佐幌にある農道離着陸場が近い。
南新得側に基線道の踏切があった。

## 隣の駅
北海道拓殖鉄道
北海道拓殖鉄道線
南新得駅 - 佐幌駅 - 屈足駅